# Leptocereus
A Leptocereus nemzetséget száraz trópusi és tengerparti erdőkben elterjedt, fa vagy bokor termetű kaktuszok alkotják.

## Jellemzői

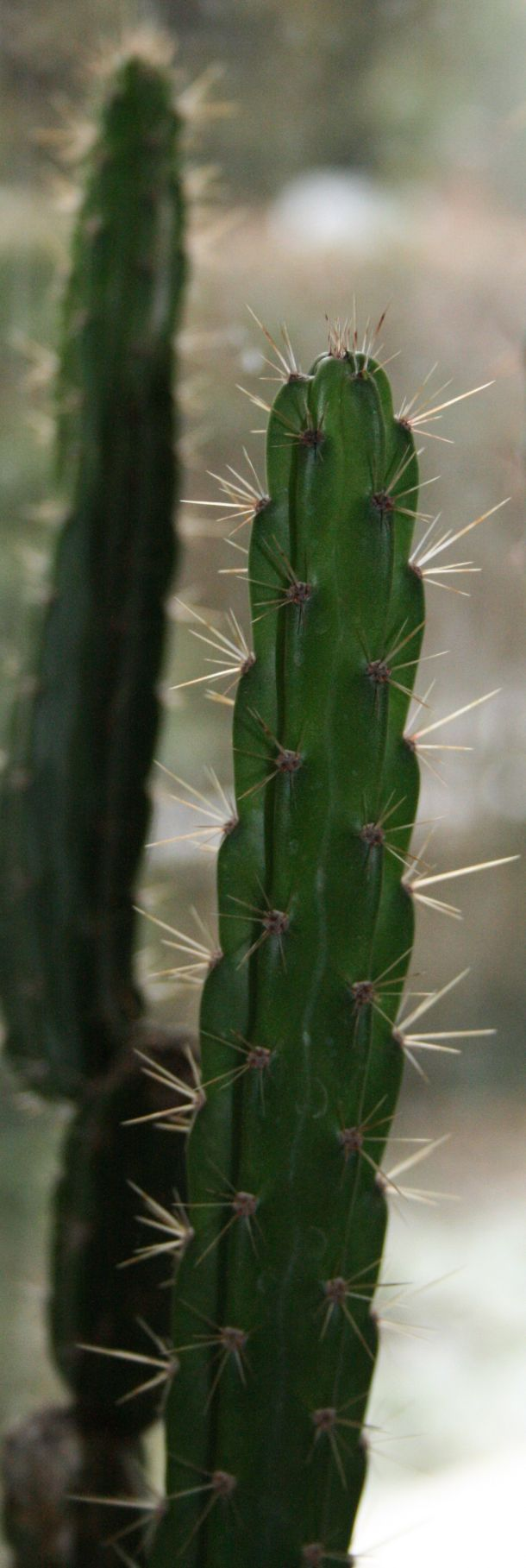
Leptocereus sylvestris

Fa- vagy cserjetermetű növények, 8–10 m magasságot érhetnek el, ágaik néha széthajlóak vagy csüngőek, hajtásaik szegmentáltak és bordázottak, 3-8 bordával osztottak, tölcséres-görbülő, éjjel vagy nappal nyíló virágaik apikálisan fejlődnek, néha csoportokban. Tojásdad vagy gömbölyű, teniszlabda méretű termésük húsos, többé-kevésbé tövisekkel borított.

## Elterjedése
Kuba, Dominika, Haiti, Kajmán-szigetek, Puerto Rico, Brit Virgin-szigetek.

## Rokonsági viszonyok és fajok
Jelenleg 11 fajt fogadnak el a nemzetségben, korábban a fajok száma egyes szerzőknél a 15-öt is elérte. A fajok nagy része Kuba szigetén fordul elő, mely a nemzetség diverzitásának központja.
A ma érvényes fajok:
- Leptocereus arboreus Britton & Rose (1912)
- Leptocereus assurgens (Wri.) Britton & Rose (1909)
- Leptocereus carinatus A. Mellea in Moscosoa 7:245’ (1993)
- Leptocereus grantianus Britton in Cact. Succ. J. Am. 5:469’ (1933)
- Leptocereus leoni Britton & Rose (1920)
- Leptocereus paniculatus (Lam.) D.R. Hunt in Bradleya 9:89’ (1991)
- Leptocereus quadricostatus (Bello) Britton & Rose (1913)
- Leptocereus scopulophilus A. Mellea in Brittonia 45(3):227’ (1993)
- Leptocereus sylvestris Britton & Rose (1920)
- Leptocereus weingartianus ([Hartmann in] Dams) Britton & Rose (1920)
- Leptocereus wrightii León in Mem. Soc. Cub. Hist. 14:136’ (1940)